# Derby-arassari
De Derby-arassari (Aulacorhynchus derbianus) is een vogel uit de familie Ramphastidae (toekans). Deze vogel is genoemd naar de 13de Earl of Derby, de Britse natuuronderzoeker Edward Smith-Stanley (1775-1851).

## Verspreiding en leefgebied
Deze soort komt voor van zuidoostelijk Colombia tot centraal Bolivia.

## Status
De grootte van de populatie is niet gekwantificeerd maar de soort wordt omschreven als niet algemeen voorkomend. Op de Rode lijst van de IUCN heeft deze soort de status niet bedreigd.